# Șteflești
Șteflești (2242 m n. m.) je hora v pohoří Lotru v jihozápadním Rumunsku. Nachází se na území župy Vâlcea asi 17 km severozápadně od obce Voineasa a 38 km jihozápadně od města Sibiu. Vrchol je místem dalekého rozhledu. Șteflești je nejvyšší horou pohoří.
Na vrchol lze vystoupit po značených turistických cestách z několika směrů, například po hřebenové trase nebo ze sedla Șaua Șteflești (1720 m n. m.).
Východně se od vrcholu nachází spočinek (Vf. secundar Șteflești; 2212 m), jižně na hřebeni následuje Cristești (2202 m).